# Pic de Nona
Le pic de Nona est une montagne du massif du Grand-Paradis, en Vallée d'Aoste, dominant la ville d'Aoste, dont elle représente le symbole avec le mont Émilius.

## Toponymie
Quand, depuis Aoste, le soleil passe au-dessus du pic, il est 11 heures. Dans le passé, c'était l'heure du début de l'« office des nones », le bréviaire célébré par les chanoines de la cathédrale d'Aoste, qui se tenait de 12 heures à 15 heures, la hora nona des Romains. L'horaire en avance rappelle l'heure à laquelle, en mars 1536, Jean Calvin franchissait la Fenêtre de Durand pour rentrer en Suisse après avoir été banni de la Vallée d'Aoste à la suite de la faillite de sa tentative de conversion au protestantisme.
Dans le passé, le pic de Nona était connu soit comme le pic de onze heures à la différence du mont Émilius, qui était appelé « pic de dix heures », soit comme mont Glariéty.
En 1857, le médecin, alpiniste et bienfaiteur valdôtain Laurent Cerise a baptisé ce sommet pic Carrel en honneur du prieur Georges Carrel, mais cette suggestion n'a pas eu de suite.

## Géographie

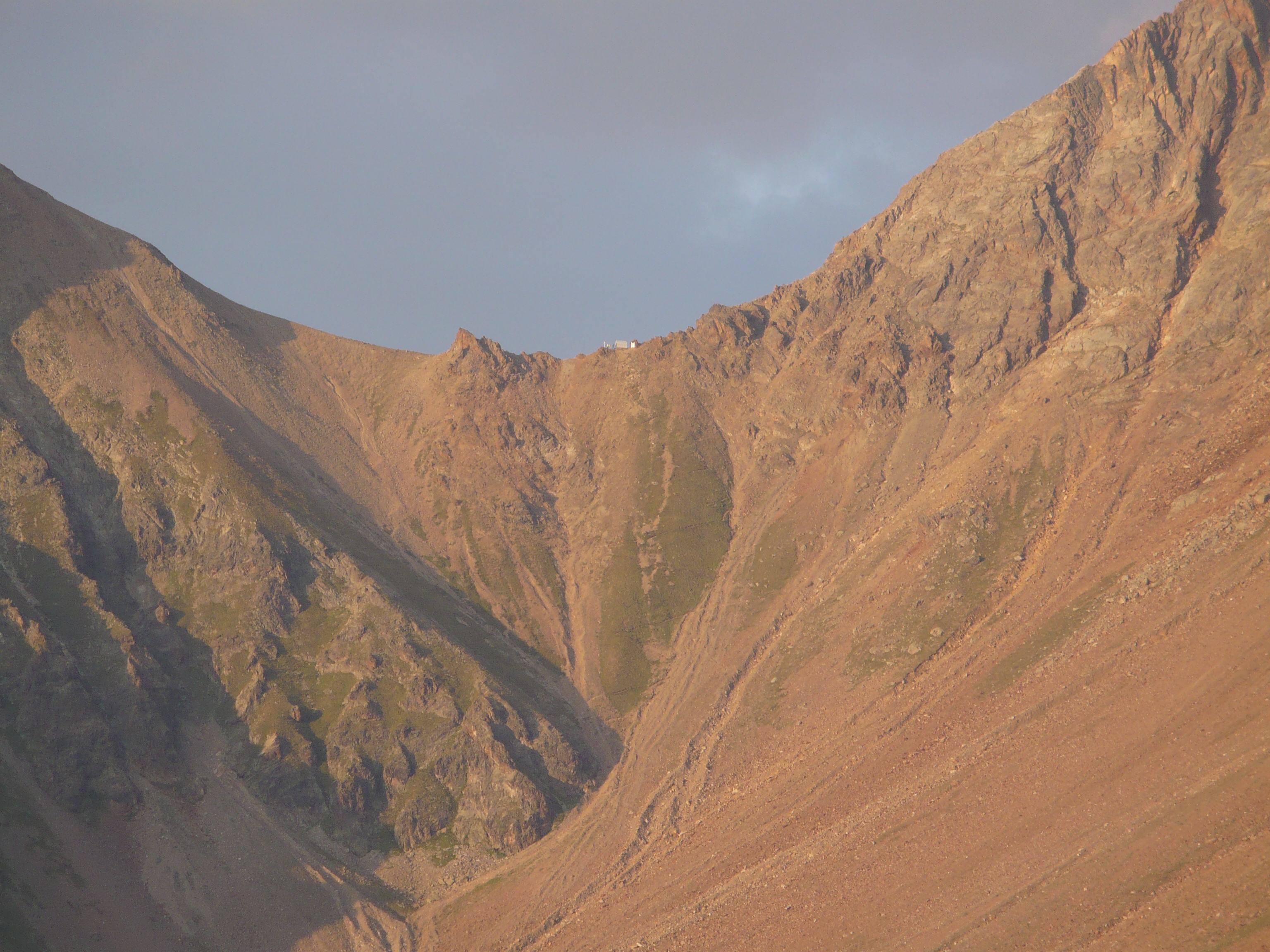
Le col Carrel.

Du sommet du pic de Nona on peut admirer une vue d'ensemble de la capitale régionale Aoste et de tous les principaux sommets des Alpes valdôtaines.
Le pic de Nona est relié au mont Émilius par le col Carrel, où se trouve le bivouac Frédéric Zullo (2 897 mètres), étape de la via ferrata du mont Émilius.
Du point de vue d'Aoste, le pic de Nona est apparemment plus haut que le mont Émilius, mais lorsqu'on le regarde d'une altitude plus haute, par exemple du contournement de Gignod, on s'aperçoit très bien du contraire, le mont Émilius étant en effet plus de 400 mètres plus haut.

## Activités

### Ascension
L'ascension au pic de Nona commence normalement à Pila (1 814 mètres), éventuellement en utilisant le premier tronçon du télésiège de Chamolé.
- Dénivelé : 1 161 mètres
- Durée moyenne : 4 heures
- Description de l'itinéraire : de Pila on remonte jusqu'au lac de Chamolé. On gagne une heure de marche si on prend le télésiège. On rejoint ensuite le col Replan (2 439 mètres), pour descendre vers le vallon de Comboé (2 150 mètres). On traverse ensuite la cuvette pour remonter ensuite les clapiers vers le sommet : à gauche on peut suivre la route directe, tandis qu'à droite on monte au bivouac Frédéric Zullo, situé au col Carrel, d'où on peut choisir d'emprunter la via ferrata vers le mont Émilius.

### Sport
Chaque année a lieu une course à pied dénommée Skyrace Ville d'Aoste, au départ sur la place Émile Chanoux à Aoste jusqu'au sommet du pic de Nona, et retour. Cette compétition est réservée aux skyrunners, les coureurs de haute montagne, dont le protagoniste a été récemment le valdôtain Bruno Brunod, capable de compléter le parcours en moins de trois heures. Son héritage a été recueilli par son fils Denis.

### Attractions
Une statue en fonte de la Sainte-Vierge se dresse sur le sommet. Elle a été transportée à dos d'âne en 1892.
La nuit du 29 juin les scouts valdôtains allument les feux de joie des saints Pierre et Paul sur les montagnes selon une ancienne tradition. Les feux les plus représentatifs sont ceux du pic de Nona, bien visibles depuis Aoste.

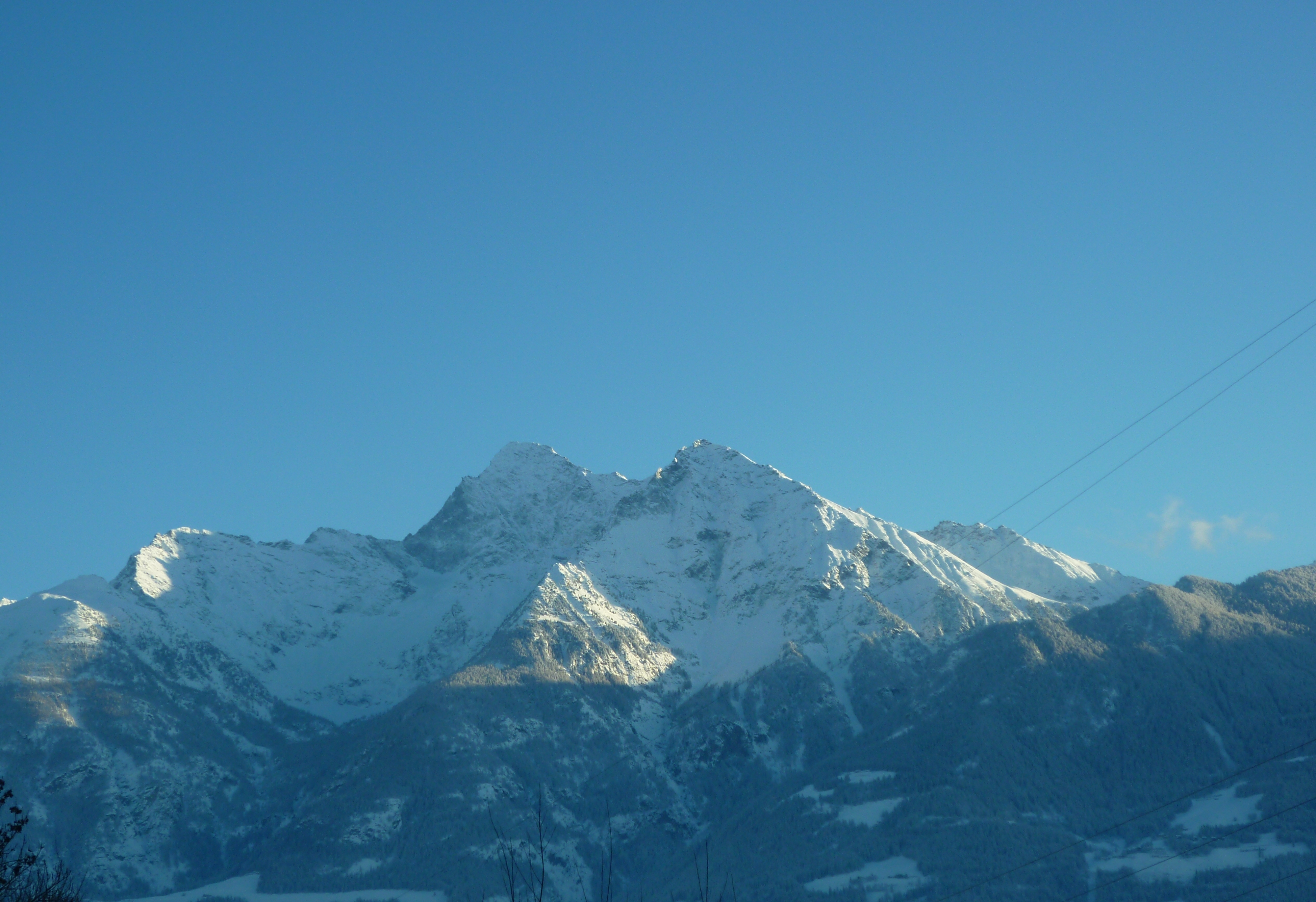
Le pic de Nona depuis Entrebin (colline d'Aoste) en hiver.
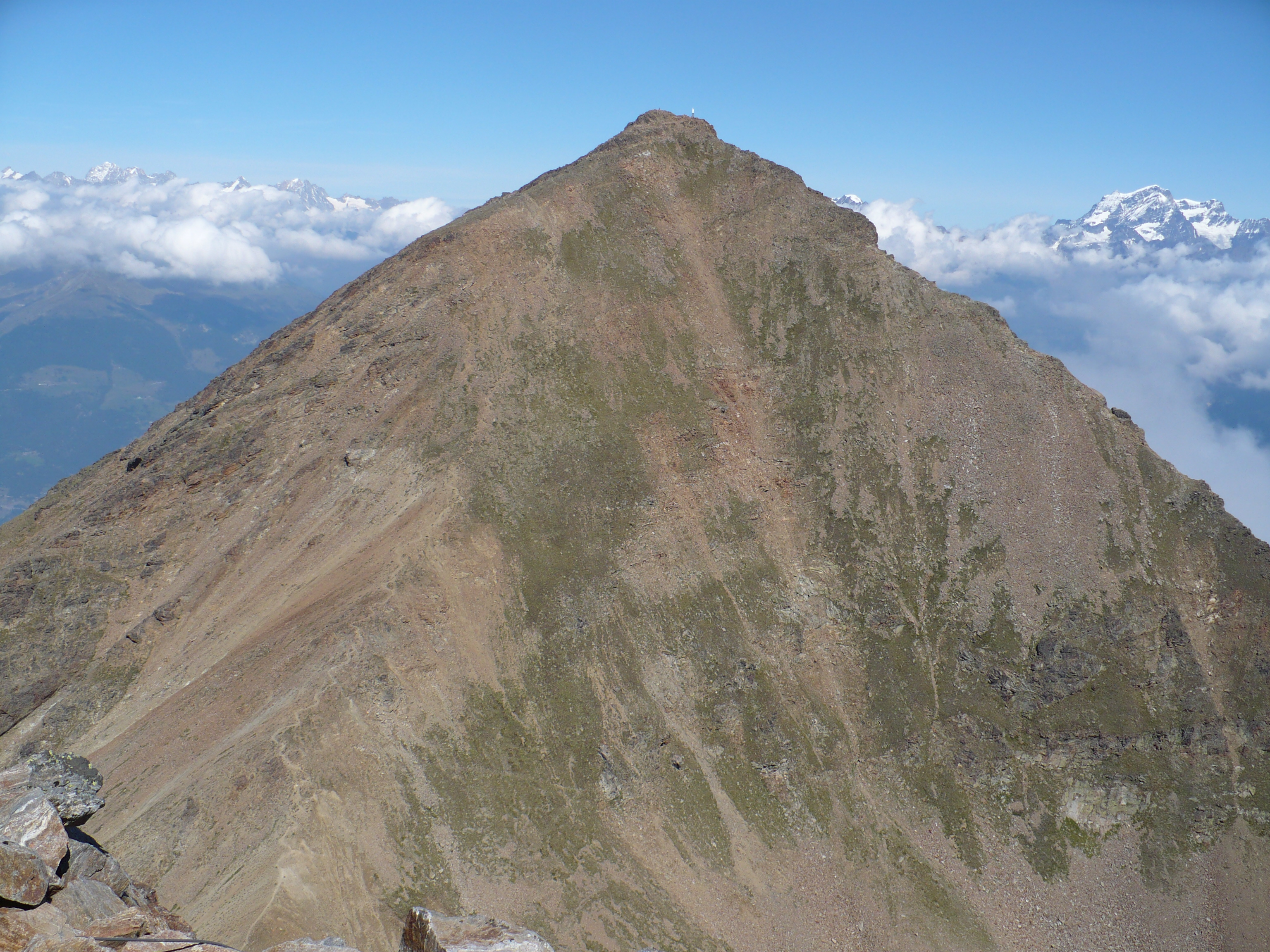
Le pic de Nona vu depuis la via ferrata au mont Émilius.